# Breydin
Breydin är en kommun i östra Tyskland, belägen i Landkreis Barnim i förbundslandet Brandenburg, söder om staden Eberswalde. Huvudort är Tuchen-Klobbicke. Kommunen bildades under det nuvarande namnet 1998, då kommunerna Tuchen-Klobbicke och Trampe slogs samman. Administrativt utgör kommunen en del av kommunalförbundet Amt Biesenthal-Barnim, med säte i den närbelägna staden Biesenthal.

## Administrativ indelning
Kommunen har två orter som utgör administrativa kommundelar, huvudorten Tuchen-Klobbicke (orterna slogs samman 1974) och Trampe.

## Historia
Kommunens namn kommer från den medeltida borgen Breydin, uppförd på 1200-talet, då även bykyrkorna i Klobbicke och Trampe byggdes. Av borgen återstår idag en ruin i Trampes herrgårdspark.

## Kommunikationer
Förbundsvägen Bundesstrasse 168 (Eberswalde - Cottbus) passerar genom kommunen i nord-sydlig riktning.